# Epidesmia perfabricata
Epidesmia perfabricata là một loài bướm đêm thuộc họ Geometridae. Nó được tìm thấy ở Úc.
Sải cánh dài khoảng 35 mm.

## Hình ảnh

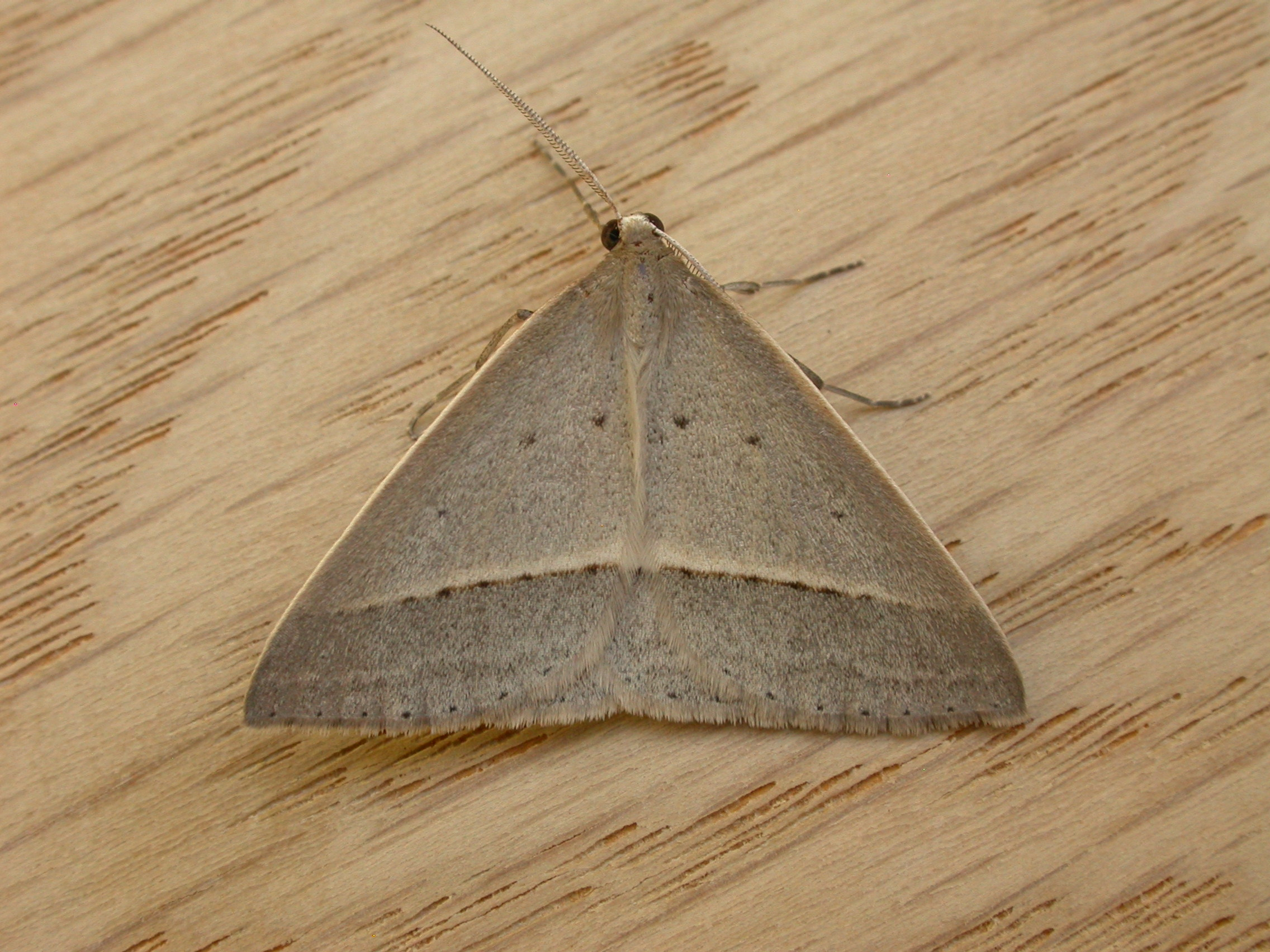
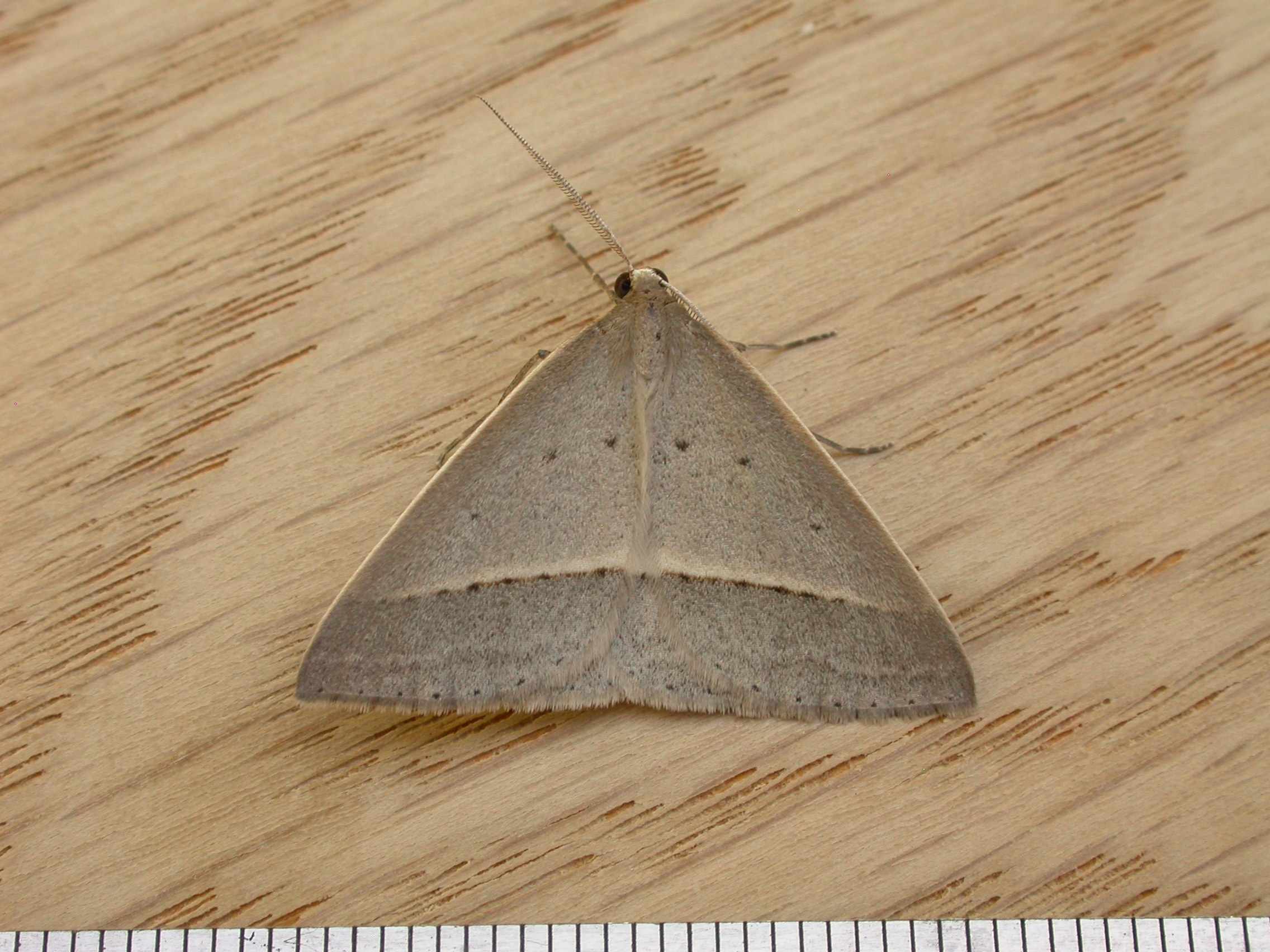
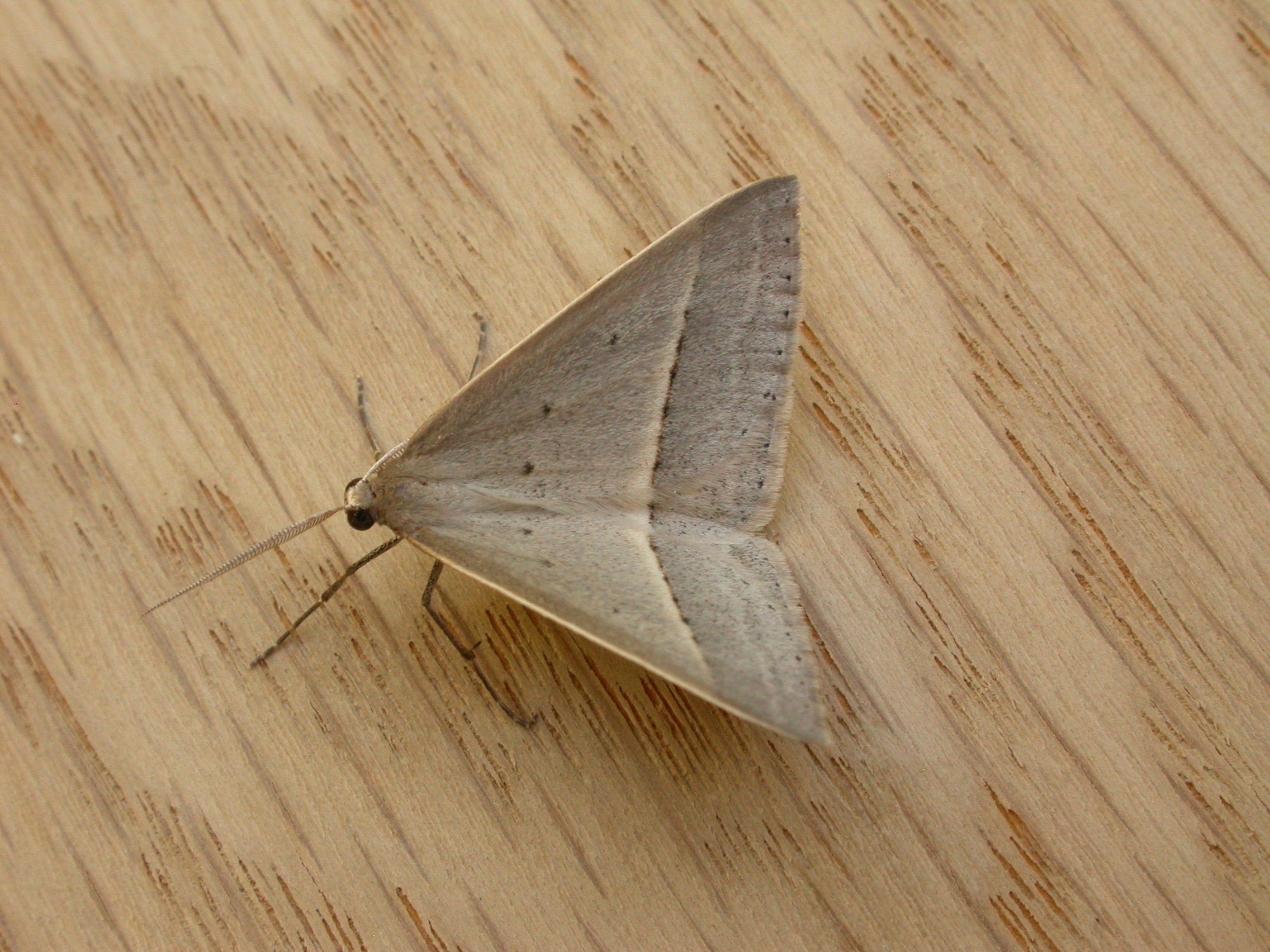